# مؤيد نعمة
مؤيد نعمة رسام كاريكاتير عراقي، عمل في عدة صحف عراقية وعربية منذ أن بدأ مسيرته في مجلة المتفرج الساخرة عام 1967.

## حياته وعمله
ولد مؤيد نعمة في العاصمة العراقية بغداد عام 1951، وتوفى عام 2005. حصل على شهادة البكالوريوس من أكاديمية الفنون الجميلة ببغداد، قسم قسم الفنون التشكيلية، تخصص خزف عام 1971. عمل رساماً للكاريكاتير في عدة صحف عراقية وعربية. ورساماً في مجلات الأطفال (مجلتي، المزمار) في الثمانينات. 

## الجوائز
- حاز على الجائزة الدولية للكاريكاتير - كافرو - بلغاريا 1979.
- حاز على جائزة الكاريكاتير / نقابة الفنانين العراقية عام 1989.

## اسلوبه
يتميز أسلوب الرسام مؤيد نعمة في معالجة المشهد الكاريكاتوري بأسلوب وطابع مميز يكاد يكون فريداً وخاصاُ به ويمكن للناظر والمتابع لفنّه ان يميز رسوماته فور ما تقع عليها عيناه دون الحاجة لرؤية التوقيع، الشخوص الذين يعتمد عليهم مؤيد نعمة في إنشاء الموضوع الكاريكاتوري هم النقطة المركزية والثقل الذي يوازن الموضوع.
الخطوط القاسية والزوايا الحادة التي تُشعر العين بالوخز أحياناً سمة مميزة لطابع مؤيد نعمة في تشكيل الأوجه والملامح وأجساد الأشكال الآدمية في لوحاته، وقسوة التعبير والجرأة التي يتناول بها المواضيع التي يغلب عليها الطابع السياسي تكاد تلامس درجة الوقاحة في صراحتها وملامستها للمشاعر.

## المعارض
ساهم في عدة معارض كاركاتير دولية في: بلجيكا 1975، يوغسلافيا 1986، اليابان 1987، كوبا 1987، معرض الكاريكاتير العربي (باريس) 1988، تركيا 1988 -1989 -2001.

## وصلات خارجية
موقع مويد نعمة الإلكتروني